# Miles Babies
Miles Babies — київська музична група, що в своїй музиці поєднує рок, фанк, хіп-хоп та джаз.

## Історія
Передумовою для створення гурту була співпраця, розпочата у 2009 Олексієм Макаровим (вокал, тексти, акустична гітара) та Іваном Ковальовим (електрогітара). У такому складі колектив існував впродовж наступних трьох років та напочатку заснування мав назву Fake Off, а його творчість нагадувала харківський гурт 5'nizza та столичний Бумбокс.
В 2012 році до Miles Babies приєдналися Оля Хоменко (барабани) та Олександр Купрієнко (бас), після чого творчість групи отримала новий виток розвитку. 23 травня 2013 року світ побачив дебютний сингл колективу, що отримав назву «Acid Jazz».
В жовтні 2013 відбувся реліз міні-альбому «В Ритме (live at LipkyZvukozapys)», до якого увійшли композиції «В Ритме», «Фраки», «Я Люблю Ее» та інші.
У вересні гурт залишив бас-гітарист Олександр Купрієнко. З того часу до квітня 2017 року Miles Babies існували у форматі тріо. 
В 2014 році колектив почав роботу відразу над кількома новими синглами, реліз яких планувався на першу половину 2015 року.

## Музичне життя гурту
Перший концерт у складі квартету відбувся в 2012 році в клубі «Бочка на Подолі» у Києві. Саме цей рік пряйнято вважати офіційним ріком заснування гурту. Протягом 2012—2015 років гурт активно концертує Україною. Також бере участь в фестивалях, серед яких «Beer Fest», «Арт-пікнік Слави Фролової», «Фестиваль вуличної їжі», «Street music by Alfa Jazz» та інші.
2014 року в рамках невеликого туру, організовано на підтримку міні-альбому «В Ритмі», гурт грає вперше в Кривому Розі, місті, що є рідним для фронтмена та гітариста.
Влітку 2015 року вийшов кліп на композицію «Фраки». Режисером відео стала Олена Капоріна.
Наприкінці 2015 — початку 2016 виходить відразу три сингла, серед яких і перший україномовний трек «Естетам». Обкладинку для останнього робив кліпмейкер Віктор Придувалов. У січні 2016 року виходить кліп на композицію «Меланхолія Сіті», для якого було створене місто в 3D. Режисером відео стала Олена Семак.

## Учасники
- Олексій Макаров — вокал, гітара, (2012 - до сьогодні)
- Іван Ковальов — електрогітара, (2012 - до сьогодні)
- Ольга Хоменко — барабани, (2012 - до сьогодні)
- Олександр Купрієнко - бас-гітара, (2012 - 2013, 2017 - до сьогодні)
- Світлана Рейніш — віджеїнг

## Дискографія
- 2013 — «Acid Jazz» (single)
- 2013 — «В Ритме» (live at LipkyZvukozapys)[2] (EP)
- 2015 — «Меланхолия Сити»[3] (single)
- 2016 — «Естетам»[4] (single)
- 2016 — «Мунный Лайт»[5] (single)
- 2017 - "Городское Лето" (single)
- 2017 - "Эпоха Падающих Звёзд" (single)
- 2017 - "О.Т.Н.Н." (single)
- 2017 - "То Було Cool" (single)

## Кліпи
- 2013 «Acid Jazz», режисер Світлана Рейніш
- 2015 «Фраки», режисер Олена Капоріна
- 2016 «Меланхолія Сіті», режисер Олена Семак

## Корисні посилання
- Miles Babies презентували дебютний відеокліп на пісню «Acid Jazz» [Архівовано 30 червня 2016 у Wayback Machine.]
- Муичний кліп, знятий в 3D версії Києва
- Группа выпустила первый украиноязычный трек (рос.)